# 로즈 타워
로즈 타워(Rose Tower)는 333m 높이의 72층 마천루이다. 아랍에미리트 두바이 셰이크 자예드 가에 위치한다. 현재는 완공된 상태이다. 2004년에 건축을 시작하였고 380m 높이로 지어질 예정이었다. 하지만 이어진 설계 변경에 의해 건물 높이는 333m로 조정되었다. 이 낮아진 333m높이로 지어졌지만 부르즈 알 아랍 호텔을 누르고 호텔로써만 이용되는 건물 중 세계 최고로 높은 건물이라는 타이틀을 거머쥐게 되었다. 현재 호텔로써만 이용되는 건물 중 세계 최고로 높은 건물의 이름은 로즈 로타나 스위츠(Rose Rotana Suites)이며 세계에서 가장 높이 위치해 있는 호텔은 상하이 국제금융센터에 있는 파크하얏트 상하이이다. 2006년 10월 24일에 이미 첨탑까지 얹혀져 333m 높이까지 건축되었다. 그리고 2007년 5월 완공되었다.

## 사진

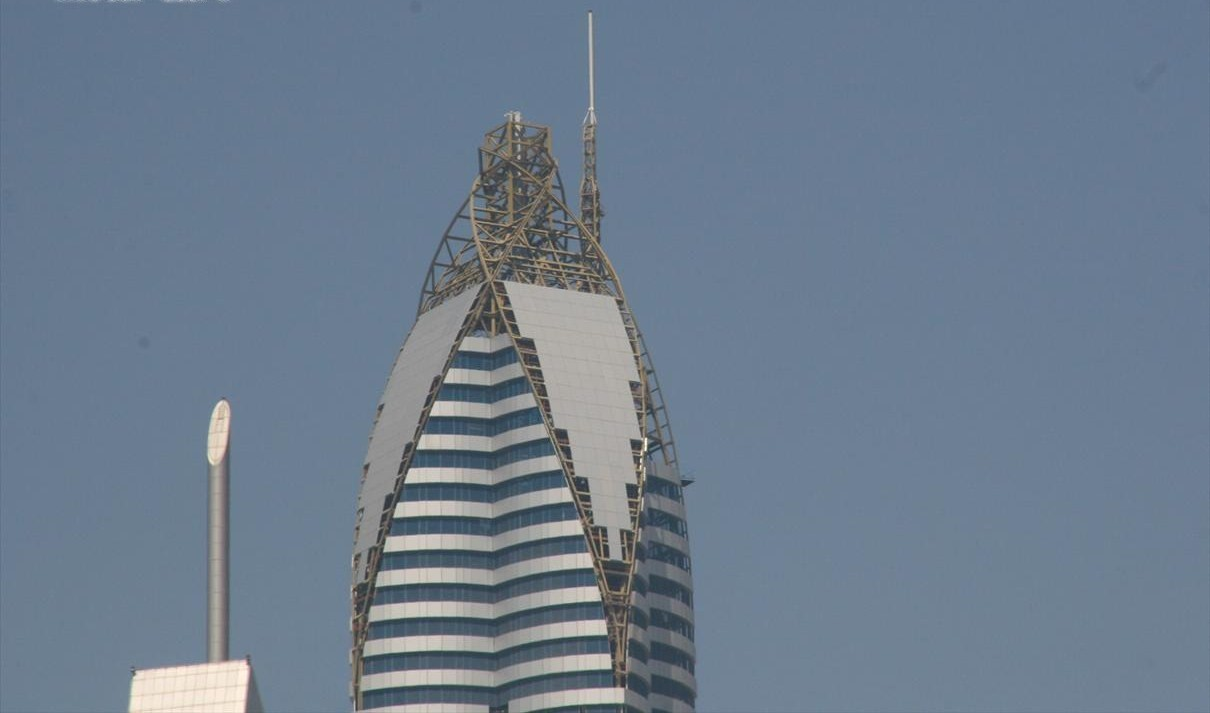
2007년 2월 25일
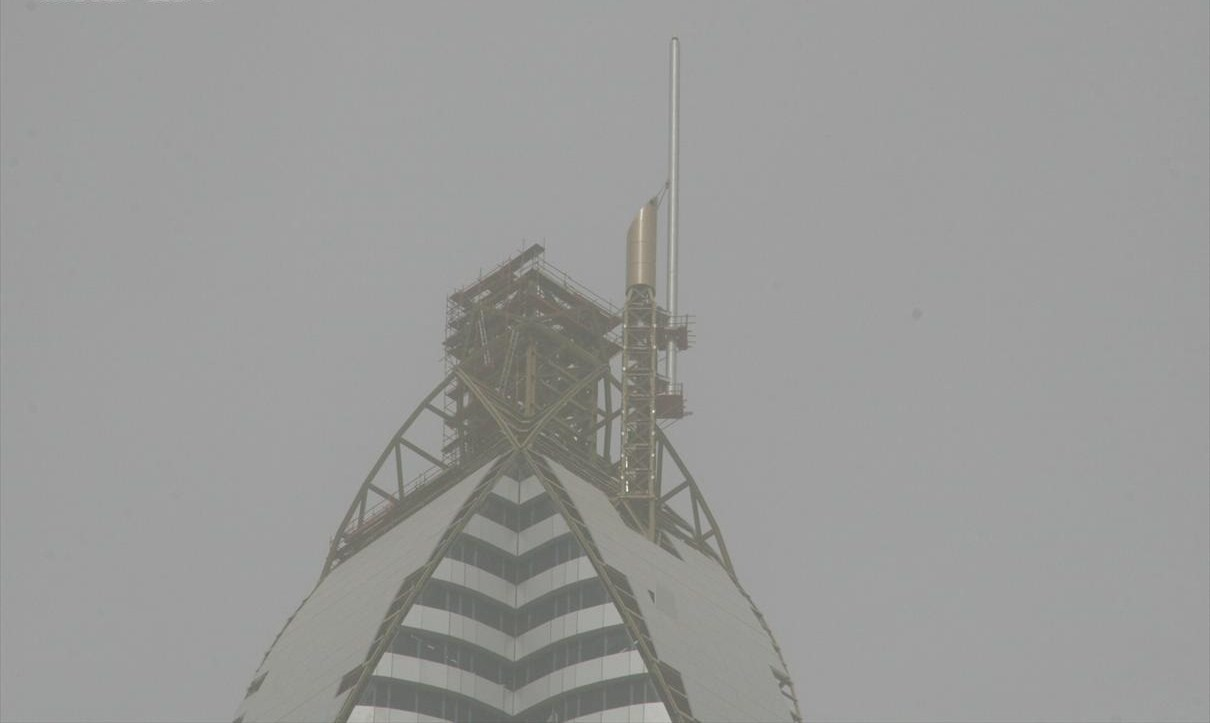
2007년 3월 16일
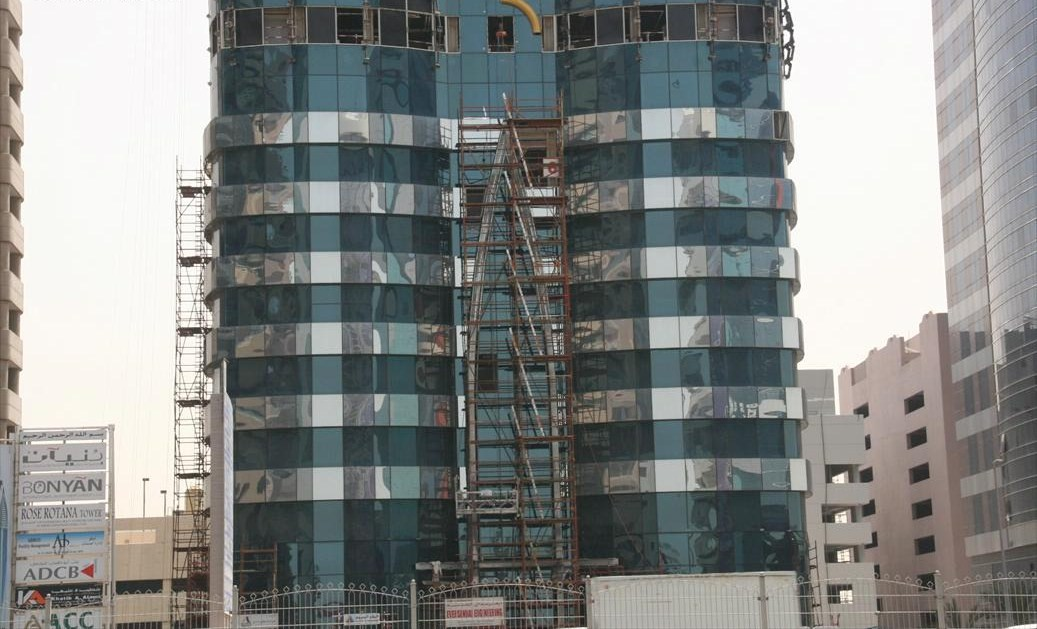
2007년 4월 12일

## 같이 보기
- 두바이의 마천루 목록